# Heteropelma celeno
Heteropelma celeno là một loài tò vò trong họ Ichneumonidae.